# 竜田川

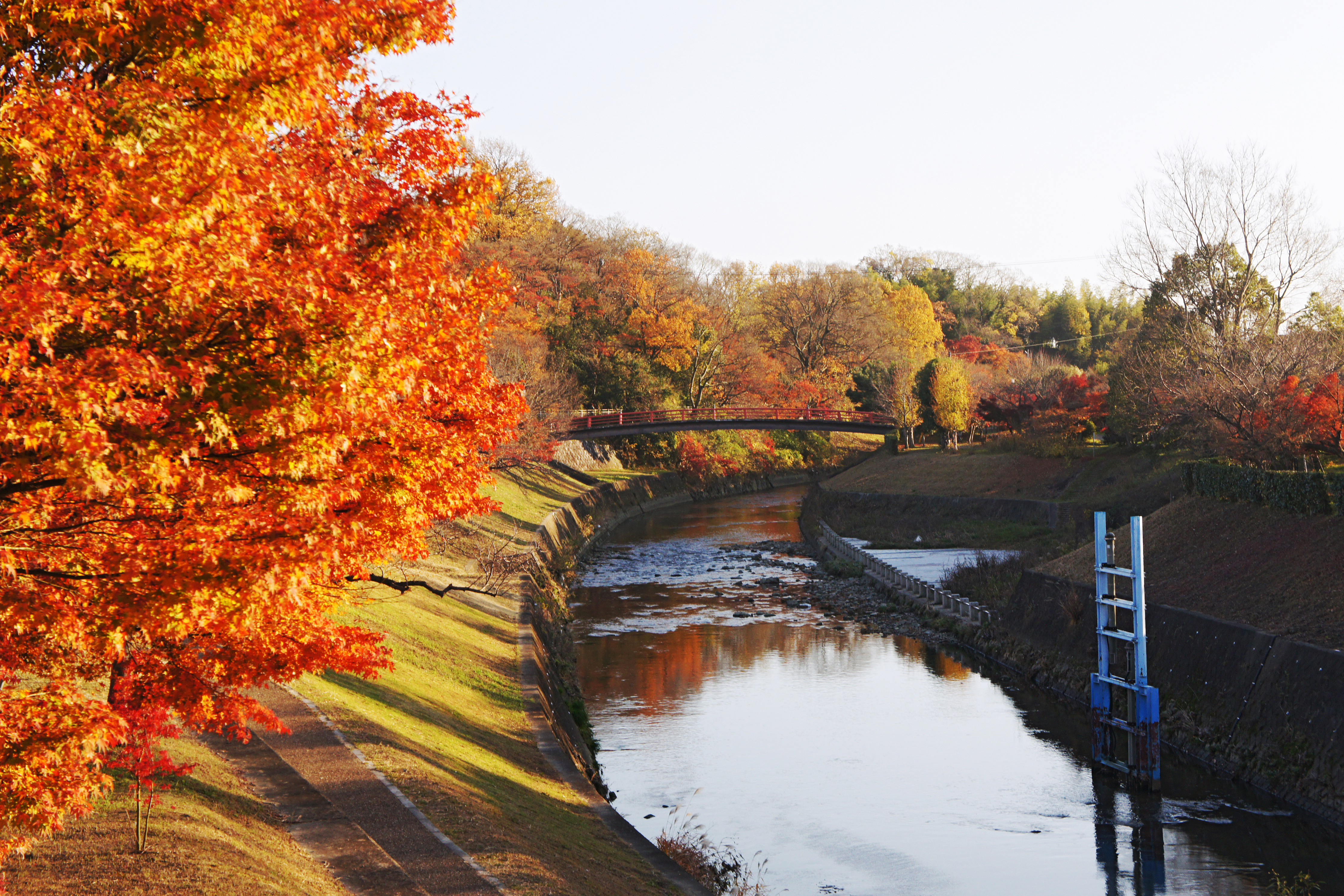
12月上旬、奈良県生駒郡斑鳩町

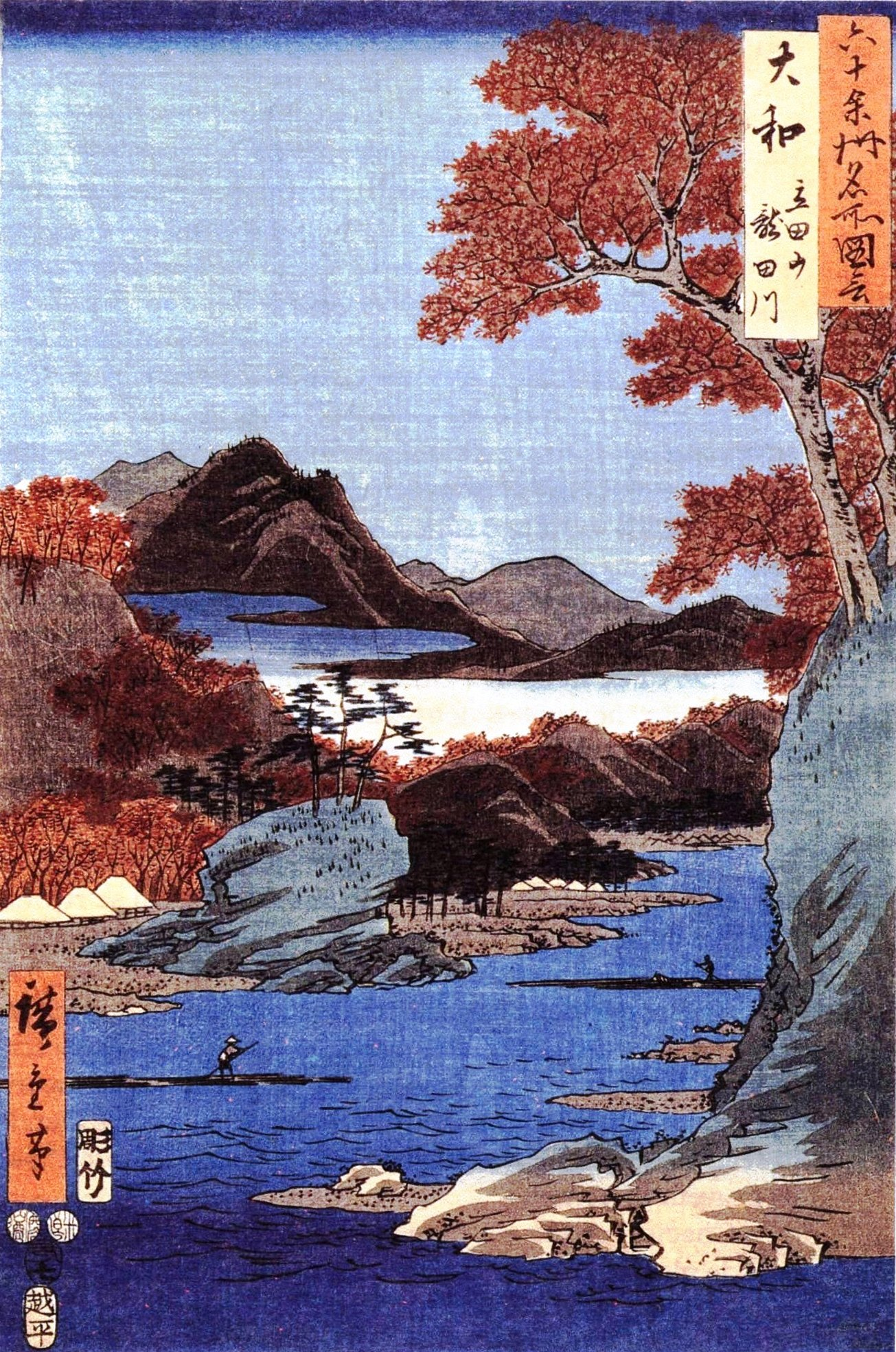
歌川広重 『六十余州名所図会』「大和 立田山 龍田川」

竜田川（たつたがわ）は、大和川水系の支流の一級河川。上流を生駒川（いこまがわ）、中流を平群川（へぐりがわ）とも称する。

## 地理
大阪府と奈良県の境付近の生駒山（いこまやま、標高642m）東麓を源として南流し、奈良県生駒郡斑鳩町地先で大和川に合流する一級河川である。流域面積約54km2、流路延長約15km。流域に生駒谷、平群谷を形成している。
竜田川は古くから「平群川」と称された。江戸時代には竜田の町付近では「竜田川」や「西ノ大川」、三室山付近では「塩田川」と呼ばれていた。なお、竜田川は平安時代の和歌にも詠まれたが、この「竜田川」は後述のように大和川本流の亀の瀬付近を指す。
斑鳩町の竜田川沿いには河川敷緑地（都市緑地）の奈良県立竜田公園が約2kmにわたり整備されている。毎年11月下旬から12月上旬にかけて竜田公園において「紅葉祭り」が開催されている。
浸水常襲地域も含まれており、1992年（平成4年）8月、1999年（平成11年）8月、2000年（平成12年）7月、2016年（平成28年）6月の豪雨等により水害に見舞われている。

## 流域の自治体
奈良県
生駒市、生駒郡平群町、生駒郡斑鳩町

## 主な支流
- 東生駒川
- 出会川
- 神田川
- 櫟原川
- 井文字川

## 並行する交通
竜田川流域は古来から交通の要所であり、斑鳩町龍田の「竜田大橋」付近はいくつかの街道が分岐している。

### 鉄道
- 近鉄生駒線（生駒駅〜竜田川駅間で並行）

### 道路
- 国道168号

平群バイパスの全通が難航している。

## 文化
古来、モミジの名所として知られ、江戸期には国学者の藤門周斉の提言と中宮寺の後援により植栽が行われた。1889年（明治22年）頃には36本程度になっていたが、宇陀郡の山間部からカエデ6000本が補植された。
竜田揚げは、この川の紅葉の色に似ていることが名前の由来になっているという説がある（異説有り）。
平安時代には「竜田川」やその近くにある三室山が多くの和歌に詠まれた。百人一首では2首撰ばれている。中でも在原業平の和歌は有名で、この歌を題材とした『千早振る』という落語もよく知られている。

ちはやぶる 神世も聞かず 竜田川 からくれなゐに 水くくるとは
—在原業平（古今和歌集）

嵐吹く 三室の山の もみぢ葉は 竜田の川の 錦なりけり
—能因法師（後拾遺和歌集）

ただし、この当時の「竜田川」は現在の竜田川（平群川）ではなく、大和川本流の三郷町立野から大阪府境までを指しているというのが定説である。